# Utriculofera tetrastigmata
Utriculofera tetrastigmata là một loài bướm đêm thuộc phân họ Arctiinae, họ Erebidae.